# San Francisco 49ers 1966
La stagione 1966 dei San Francisco 49ers è stata la 16ª della franchigia nella National Football League.

## Partite

### Stagione regolare
| Turno | Data               | Avversario           | Risultato          | Pubblico           |
| ----- | ------------------ | -------------------- | ------------------ | ------------------ |
| 1     | 11/9/1966          | Minnesota Vikings    | P 20–20            | 29,312             |
| 2     | Settimana di pausa | Settimana di pausa   | Settimana di pausa | Settimana di pausa |
| 3     | 25/9/1966          | at Baltimore Colts   | S 36–14            | 56,715             |
| 4     | 30/9/1966          | at Los Angeles Rams  | S 34–3             | 45,642             |
| 5     | 9/10/1966          | Green Bay Packers    | V 21–20            | 39,290             |
| 6     | 16/10/1966         | at Atlanta Falcons   | V 44–7             | 54,788             |
| 7     | 23/10/1966         | Detroit Lions        | V 27–24            | 36,745             |
| 8     | 30/10/1966         | at Minnesota Vikings | S 28–3             | 45,007             |
| 9     | 6/11/1966          | Los Angeles Rams     | V 21–13            | 35,372             |
| 10    | 13/11/1966         | at Chicago Bears     | P 30–30            | 47,079             |
| 11    | 20/11/1966         | Philadelphia Eagles  | S 35–34            | 31,993             |
| 12    | 24/12/1966         | at Detroit Lions     | V 41–14            | 53,189             |
| 13    | 4/12/1966          | at Green Bay Packers | S 20–7             | 48,725             |
| 14    | 11/12/1966         | Chicago Bears        | V 41–14            | 37,170             |
| 15    | 18/12/1966         | Baltimore Colts      | S 30–14            | 40,005             |